# Куприц, Яков Николаевич
Яков Николаевич Куприц (1878, Ревель — 1969, Москва) — советский учёный, специалист в области технологии мукомольного производства.

## Биография
Родился 21 июня 1878 г.
Окончил Рижский политехнический институт (1903). В 1903—1904 служил в армии.
В 1904—1916 работал в машиностроительных фирмах в Берлине, Дрездене, Киеве и Харькове.
В 1916—1917 на военной службе в химическом комитете Главного артиллерийского управления в Петрограде, занимался конструированием баллонов и вентиляторных установок для отражения газовых атак.
- С 1918 года работал в Харькове по оборудованию мельниц, затем — зав. производством мельниц Украины, член правления Украинского мукомольного треста.
- В 1924—1930 главный инженер государственного акционерного общества «Мельстрой» (Москва).
- В 1931—1937 главный инженер треста «Союзпродмашина». Кандидат технических наук с 1935 г.
- В 1937—1941 зам. директора по научной части ВНИИ зерна и продуктов его переработки.

Руководил разработкой проектов и строительством многих крупных товарных мельниц.
Доктор технических наук (1944), профессор (1938).
Основоположник советской науки об управлении технологическими свойствами зерна.
С 1922 года преподавал в вузах Харькова и Москвы. В 1929—1937 гг. первый декан мукомольно-элеваторного факультета МХТИ.
С 1937 зав. кафедрой «Технология мукомольного и крупяного производств» Московского технологического института пищевой промышленности (МТИПП). Последние годы жизни — профессор кафедры.
Урна с прахом захоронена в колумбарии Донского кладбища.
Сын — доктор юридических наук Николай Яковлевич Куприц.

## Награды и звания
Сталинская премия (1948) — за монографию «Физико-химические основы размола зерна».
Заслуженный деятель науки и техники РСФСР (1963).

## Сочинения
- Физ.-хим. основы размола зерна. М., 1946;
- Технология мукомольного произ-ва. М., 1951;
- Технология переработки зерна. М., 1965 (2-е изд., 1977).

Умер 23 ноября 1969 г. после продолжительной тяжёлой болезни.